# طوم فنتون
طوم فنتون (بالإنجليزية: Tom Fenton)‏ هو صحفي وضابط أمريكي، ولد في 8 أبريل 1930 في بالتيمور في الولايات المتحدة.